# 吻痕

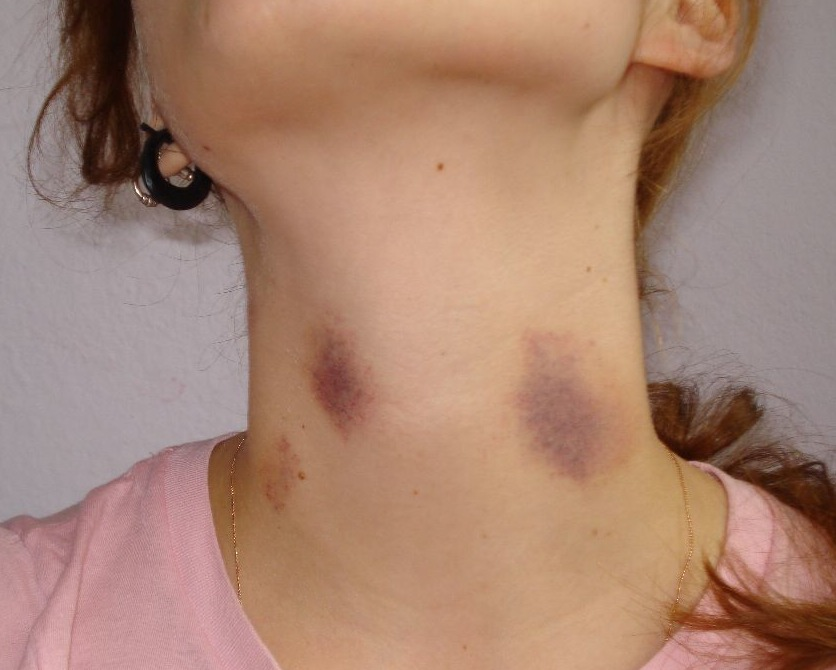
吻痕

吻痕，学名机械性紫斑，中国大陸與臺灣俗称「種草莓」，香港俗称「咖喱雞」，是在親吻時產生的痕跡，是由於一方在另一方的身體（多半是在脖子或是手臂）的表皮上親吻時，口腔內的真空狀態形成壓力不平均的狀態，導致皮膚微血管破裂而形成的。此舉可以被視為情人之間的親密動作，也可能是因為強制性行為而產生。

## 危害
與身體普通輕微瘀傷一樣，3—5天內機械性紫斑就能痊癒。但如果在頸大動脈等不適宜的地方「種草莓」，有可能誘發血栓等疾病甚至导致死亡。

## 資料來源
1. 1 2  参考资料:. . Guokr.com.   [2016-07-04]. （原始内容存档于2019-03-30）.
2. ↑  . Women.sohu.com.   [2016-07-04]. （原始内容存档于2016-03-19）.
3. ↑  謝君臨. . 自由時報. 2015-08-06  [2019-10-08]. （原始内容存档于2020-09-21） （中文（臺灣））.
4. ↑  中国新闻网. . 中国新闻网. 2016年8月29日  [2016年8月29日]. （原始内容存档于2019年1月5日）.